# Hofje van Arent Bosch

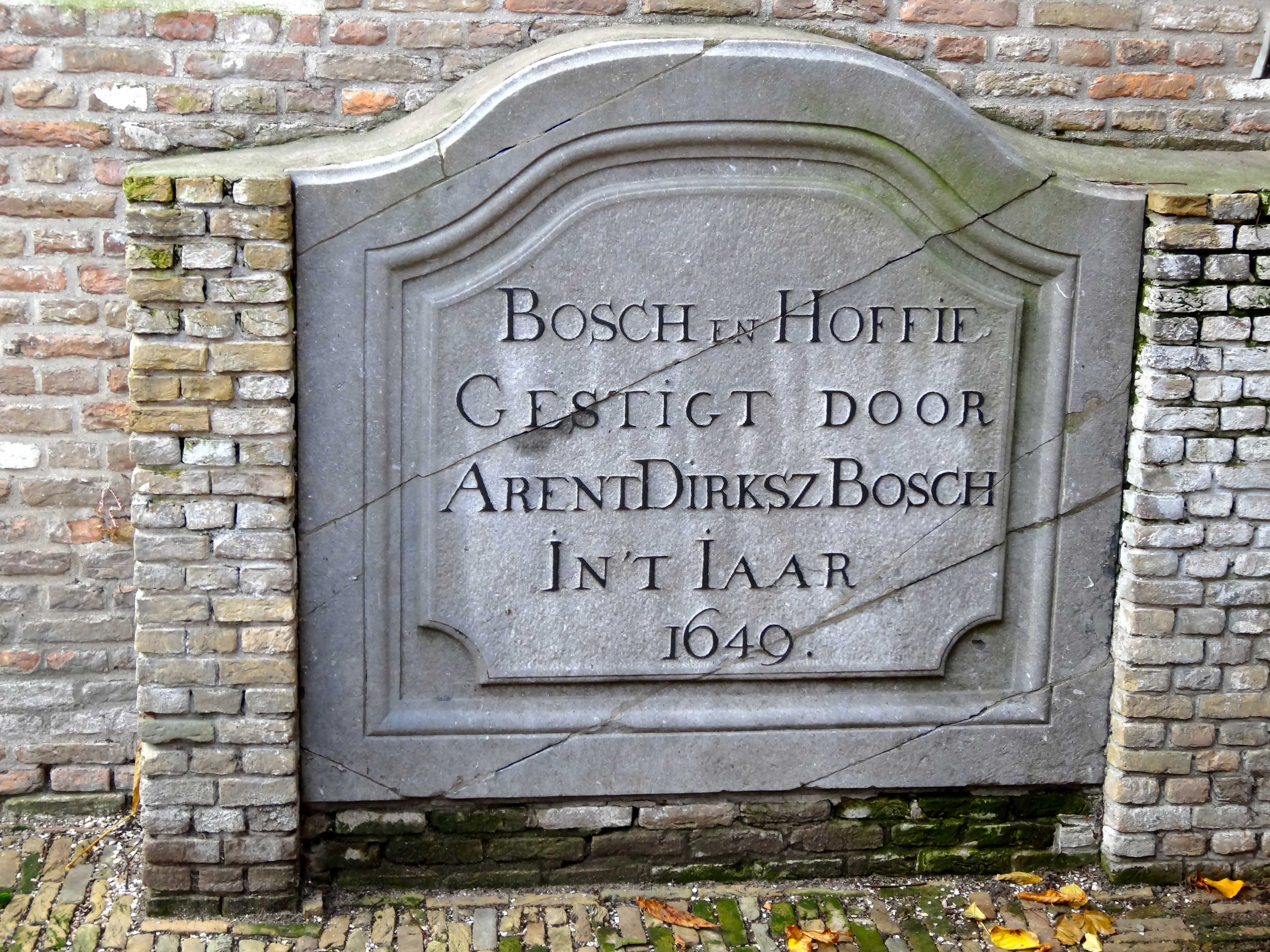
De gevelsteen van het vroegere Hofje van Arent Bosch in de tuin van Museum Gouda

Het Hofje van Arent Bosch (ook Bosschen Hofje en Bosch-hofje) was een hofje van barmhartigheid gesticht in 1649 aan de Nieuwehaven in de Nederlandse stad Gouda.

## Geschiedenis
Het Hofje aan de zuidzijde van de Nieuwehaven in Gouda werd in 1649 gesticht door de in Amsterdam woonachtige doopsgezinde koopman Arent Dirksz Bosch. Hij kocht een terrein en huizen aan de zuidzijde van de Nieuwehaven op de plaats waar het voormalige Clarissenklooster had gestaan. Hij stichtte er een hofje van zestien woningen, waar 32 arme, doopsgezinde weduwen gehuisvest konden worden. Uit de huuropbrengst van een zestal in de nabijheid van het hofje gelegen woningen konden de onderhoudskosten bestreden worden. Walvis vermeldt dat de bewoonsters jaarlijks "twee hemden, tien tonnen turf, acht ponden booter en zes ponden vleesch" kregen. Het hofje telde in 1830 nog 24 bewoners en in 1912 nog 16 bewoners. Het jaar daarop werd het hofje verkocht aan de gemeente Gouda, die de huizen liet afbreken en er woningen voor de brandweer liet bouwen.
Ook in Amsterdam stichtte Arent Bosch een soortgelijk hofje. Dit hofje aan de Palmgracht in Amsterdam is in 1997 overgedragen aan de Vereniging Hendrick de Keyser.
Het Hofje van Arent Bosch werd door de Goudse schilderes Betsy Stoffers geschilderd. Het schilderij is in bruikleen afgestaan aan het Museum Gouda.